# Niklas Würzner
Niklas Würzner (* 2. Februar 1994 in Heidelberg) ist ein deutscher Basketballspieler. Er steht beim USC Heidelberg unter Vertrag.

## Laufbahn
Würzner spielte bis zum Alter von zwölf Jahren bei der TSG Ziegelhausen und setzte seine Karriere dann in der Jugendabteilung des USC Heidelberg fort. In Mannheim und bei den Kurpfalz Baskets Rhein-Neckar, einer Spielgemeinschaft mehrerer Vereine, kam er in der Nachwuchs-Basketball-Bundesliga zum Einsatz und wurde dort Leistungsträger.
Ab der Saison 2013/14 sammelte er Erfahrung in der Regionalliga-Männermannschaft des USC Heidelberg, in der Folgesaison kamen erste Einsätze in der 2. Bundesliga ProA hinzu. In der Saison 2017/18 gelang Würzner in Heidelberg der Sprung zum Leistungsträger, er erzielte in 35 Ligaeinsätzen im Schnitt je Begegnung 9,6 Punkte, bereitete 4,8 Korberfolge seiner Mannschaftskameraden vor und verbuchte 4,1 Rebounds sowie 1,8 Ballgewinne. Würzner wurde 2021 mit Heidelberg Meister der 2. Bundesliga ProA, im Verlaufe der Saison 2020/21 erzielte er bei 33 Einsätzen im Schnitt 6,7 Punkte und war mit 4,4 Korbvorlagen je Begegnung zweitbester Heidelberger in dieser statistischen Wertung. 2025 erreichte Würzner mit Heidelberg überraschend das Halbfinale um die deutsche Meisterschaft.

## Nationalmannschaft
2019 wurde Würzner in die deutsche Nationalmannschaft in der Basketball-Spielform „3-gegen-3“ berufen.

## Sonstiges
Sein Vater ist der Heidelberger Oberbürgermeister Eckart Würzner.